# Hoshihananomia transsylvanica
Hoshihananomia transsylvanica es una especie de coleóptero de la familia Mordellidae.

## Distribución geográfica
Habita en Rumania.